# اليوم العالمي للعدالة الدولية
اليوم العالمي للعدالة الدولية، ويشار إليه أيضًا بيوم العدالة الجنائية الدولية ويوم العدالة الدولية هو مناسبة يحتفل حول العالم في 17 يوليو في إطار الاعتراف بالنظام الناشئ للعدالة الجنائية الدولية. اختير يوم 17 يوليو لأنه ذكرى تبني نظام روما، وهي المعاهدة التي أنشات المحكمة الجنائية الدولية. قررت الدول المشاركة في مؤتمر مراجعة نظام روما المنعقد في 1 يونيو 2010 اختيار 17 يوليو ليكون يوم العدالة الجنائية الدولية.
في هذا اليوم، يستضيف الناس حول العالم فعاليات لدعم العدالة الجنائية الدولية، وبخاصة المحكمة الجنائية الدولية. وكان اليوم ناجحًا في جذب وسائل الإعلام العالمية، وفي هذا اليوم أيضًا تعقد فعاليات للتذكير بقضايا محددة مثل الإبادة الجماعية في دارفور، وقمع الفالن جونج في الصين، وجرائم العنف ضد المرأة.

## وصلات خارجية
- الوقت: التحالف البحريني يقيم اليوم أمسية موسيقية